# 이레네 비세도
이레네 비세도(Irene Visedo, 1978년 7월 16일 ~ )는 스페인의 배우이다.

## 출연 작품
- 더 샤이닝 2012 (2012)